# NGC 5621
NGC 5621 — тройная звезда в созвездии Волопас.
Этот объект входит в число перечисленных в оригинальной редакции «Нового общего каталога».